# Exocentrus asmarensis
Exocentrus asmarensis är en skalbaggsart som beskrevs av Stefan von Breuning 1958. Exocentrus asmarensis ingår i släktet Exocentrus och familjen långhorningar. Inga underarter finns listade i Catalogue of Life.